# Ángel "Pito" Rodríguez
Ángel Luis Rodríguez (nacido el 15 de febrero de 1976) es un exfutbolista y entrenador  de fútbol panameño que jugó como mediocampista.

## Trayectoria
Pito Rodríguez jugó en los equipos juveniles de los gigantes uruguayos Club Nacional de Football y el equipo colombiano Independiente Santa Fe y comenzó en el amateurismo en el Club Atlético Villa Teresa de la Primera División Amateur de Uruguay y comenzó su carrera profesional en el Bogotá FC de la Categoría Primera B de Colombia y en el Ejecutivo Jrs. de la Anaprof en Panamá, jugó para San Francisco y Tauro y regresó a San Francisco en diciembre de 2002. Mientras estaba en Tauro, fue a Italia para una prueba con Empoli en 1998.
Estuvo cedido en el extranjero en el FAS salvadoreño en 1999, pero abandonó el club citando asuntos familiares urgentes y negando cualquier participación en un accidente de tráfico salvadoreño en el que murió una persona y luego huyó de la ley salvadoreña. En el verano de 2005, fue a jugar junto a su compatriota Juan Carlos Cubillas  al equipo ecuatoriano Club Deportivo y Social Santa Rita de segunda división. También jugó en Sporting San Miguelito y Árabe Unido, al que se incorporó por segunda vez en verano de 2009 procedente del Sporting. Se retiró en julio de 2011.

## Carrera como entrenador
Tras retirarse como jugador en julio de 2011, Rodríguez fue nombrado asistente del técnico Jair Palacios en Árabe Unido. Fue nombrado entrenador de Reservas de Árabe Unido en verano de 2014.

## Selección nacional

### Categorías inferiores
Jugó para la selección de Panamá sub-23 en los Juegos Centroamericanos de 1997.

### Selección absoluta
Rodríguez hizo su debut con Panamá en un partido de la Copa UNCAF 1995 contra Nicaragua y ha jugado un total de 59 partidos, anotando 3 goles. Representó a su país en 18 partidos de Clasificación para la Copa Mundial de Fútbol. y fue miembro del equipo de la Copa de Oro de la Concacaf 2005, que terminó segundo en el torneo. Su último partido internacional fue un partido amistoso de enero de 2010 contra Chile.

### Participaciones en selección nacional
| Copa                       | Categoría | Sede           | Resultado    | Partidos | Goles |
| -------------------------- | --------- | -------------- | ------------ | -------- | ----- |
| Juegos Centroamericanos VI | Sub-23    | Honduras       | Subcampeón   | 3        | 0     |
| Copa Uncaf 1995            | Mayor     | El Salvador    | Primera fase | 3        | 0     |
| Copa Uncaf 2001            | Mayor     | Honduras       | Cuarto lugar | 6        | 0     |
| Copa Oro 2005              | Mayor     | Estados Unidos | Subcampeón   | 3        | 0     |

### Goles internacionales
| Goles internacionales | Goles internacionales | Goles internacionales                              | Goles internacionales | Goles internacionales | Goles internacionales | Goles internacionales |
| Núm.                  | Fecha                 | Lugar                                              | Rival                 | Gol                   | Resultado             | Competición           |
| --------------------- | --------------------- | -------------------------------------------------- | --------------------- | --------------------- | --------------------- | --------------------- |
| 1                     | 12 de octubre de 1999 | Estadio Rommel Fernández, Ciudad de Panamá, Panamá | Trinidad y Tobago     | 1-0                   | 2-2                   | Amistoso              |
| 2                     | 22 de junio de 2000   | Estadio Rommel Fernández, Ciudad de Panamá, Panamá | Venezuela             | 1-0                   | 2-0                   | Amistoso              |
| 3                     | 24 de abril de 2001   | Estadio Rommel Fernández, Ciudad de Panamá, Panamá | Haití                 | 2-0                   | 2-0                   | Amistoso              |

## Clubes

### Como jugador
| Club                   | País        | Año         |
| ---------------------- | ----------- | ----------- |
| Club Nacional          | Uruguay     | 1993        |
| CA Villa Teresa        | Uruguay     | 1994        |
| Independiente Santa Fe | Colombia    | 1995        |
| Bogotá FC              | Colombia    | 1996        |
| Ejecutivo Juniors      | Panamá      | 1996        |
| Tauro FC               | Panamá      | 1997        |
| Empoli FC              | Italia      | 1997        |
| Tauro FC               | Panamá      | 1998        |
| CD FAS                 | El Salvador | 1999        |
| Tauro FC               | Panamá      | 1999 - 2002 |
| San Francisco FC       | Panamá      | 2003 - 2004 |
| CDS San Rita           | Ecuador     | 2005        |
| San Francisco FC       | Panamá      | 2005 - 2007 |
| Sporting SM            | Panamá      | 2008        |
| CD Árabe Unido         | Panamá      | 2009 - 2011 |

### Como Asistente Técnico
| Club                   | País           | Año         |
| ---------------------- | -------------- | ----------- |
| CD Árabe Unido         | Panamá         | 2011 - 2013 |
| Houston Dynamo Academy | Estados Unidos | 2016 - 2021 |

### Como Entrenador
| Club              | País   | Año         |
| ----------------- | ------ | ----------- |
| CD Árabe Unido II | Panamá | 2014 - 2015 |

## Palmarés

### Títulos nacionales
| Título           | Club             | País   | Año     |
| ---------------- | ---------------- | ------ | ------- |
| Primera División | Tauro FC         | Panamá | 1996-97 |
| Primera División | Tauro FC         | Panamá | 1997-98 |
| Primera División | Tauro FC         | Panamá | 1999-00 |
| Primera División | San Francisco FC | Panamá | 2005-C  |
| Primera División | San Francisco FC | Panamá | 2006-A  |
| Primera División | San Francisco FC | Panamá | 2007-C  |
| Primera División | CD Árabe Unido   | Panamá | 2009-A  |
| Primera División | CD Árabe Unido   | Panamá | 2010-C  |